# Tones of Rock
Os Tones of Rock são uma banda de glam metal e hard rock portuguesa, formada em 2009, em Mafra. Da sua formação fazem parte, hoje em dia, Francis Venus (voz), Danny Shred (guitarra), Rick Madison (baixo) e Dylan Krash (bateria).

## História

#### O início
No ano de 2009, influenciados pelos grandes nomes que marcaram Sunset Strip na década de 1980, Francis Venus (voz) e o seu irmão Danny Shred (guitarra) criaram um projeto, inicialmente de covers, que tomou o nome “Tones of Rock”. Nos meses que se seguiram, a banda recrutou Jonny Roxxx (bateria), amigo de infância de Danny Shred, e Katy Kiss (baixo), namorada de Francis Venus, e os Tones of Rock fechavam a sua primeira formação oficial. Com a entrada de Jonny e Katy, os Tones of Rock deixam de ser um projeto de covers e começam a compor os seus primeiros temas originais.
Em 2010, pela mesma altura que a banda começa a subir aos palcos, é lançada a música "She's Talking".

#### Glamourized (2011-2015)
Nascidos com a New Wave of Hair Metal em Portugal, os Tones de Rock conquistam o público com a sua extravagância, sensualidade e fortes atuações em palco.
No ano 2011, com a saída de Katy Kiss, Rick Madison (baixo, ex-Kabala) assume o novo lugar e banda começa uma longa jornada com dezenas de concertos de norte a sul de Portugal, nos anos que se seguem. Durante o mesmo período, a banda finaliza a composição e as gravações das primeiras músicas que viriam, mais tarde, a ser lançadas no seu álbum e estreia.
Em 2015 é editado o primeiro álbum dos Tones of Rock - "Glamourized". O álbum, gravado, editado e misturado pela banda, recebe uma boa crítica pelo seu registo revivalista, que muito honra o legado de bandas como Poison, Mötley Crüe, Guns N’ Roses ou Ratt. Deste álbum, além da música “She’s Talking”, fazem parte os singles "Hot Tiger, Love Desire", "Glam Robot“ e “At The Motel”.

#### Banzaw Mansion (2016-2021)
A meados do ano 2016, Jonny Roxxx deixa a banda e os Tones of Rock apresentam um novo baterista: Dylan Krash! Com uma nova formação e uma imagem renovada, a banda regressa aos palcos, ao mesmo tempo que começa a trabalhar em novo material.
No final de 2020, em plena pandemia, os Tones of Rock lutam contra as adversidades e refrescam o panorama do hair metal ao lançarem o seu segundo álbum de estúdio, “Banzaw Mansion”, do qual se destacam os singles “Milfshake” e “Volcano”. O lançamento de “Banzaw Mansion” projeta a banda até um público além-fronteiras, provocando uma boa reação pela crítica em países da América do Sul, Reino Unido e Europa Central.

#### Novos projetos (2022-presente)
Impedidos de puderem atuar ao vivo devido às limitações impostas pela situação pandémica, os Tones of Rock regressam ao estúdio para começar a compor nova música para o sucessor de “Banzaw Mansion”.
Em maio de 2024, a banda lança o single "Hell Ravine". A música integra a banda sonora de "Barranco do Inferno", um filme de ficção inspirado, também ele, nas aventuras da banda.

## Género musical e influências
Os Tones of Rock são descritos como uma banda glam metal, hard rock e glam rock, fazendo parte da nova vaga de bandas revivalistas do século XXI. Em Portugal são conhecidos, também, como os “Poison portugueses".
Apesar dos Tones of Rock serem uma banda glam metal, a sonoridade das suas músicas revela, também, fortes influências de heavy metal, punk rock, pop rock e rock progressivo.

## Integrantes

#### Membros atuais:
Francis Venus - voz, teclado, guitarra (2009 - presente)
Danny Shred - guitarra, voz de apoio (2009 - presente)
Rick Madison - baixo, voz de apoio (2011 - presente)
Dylan Krash - bateria, voz de apoio (2016 - presente)

#### Ex-membros:
Katy Kiss (baixo) (2009 - 2011)
Jonny Roxxx (bateria) (2009 - 2016)

## Discografia

#### Álbuns de estúdio
- 2015 – Glamourized
- 2020 – Banzaw Mansion

## Videografia
- 2010 – “She’s Talking”
- 2015 – “Glam Robot”
- 2015 – “At the Motel”
- 2017 – “Hot Tiger, Love Desire”
- 2020 – “Milfshake”
- 2024 – "Volcano"